# Донецька промисловість (1926–1938)

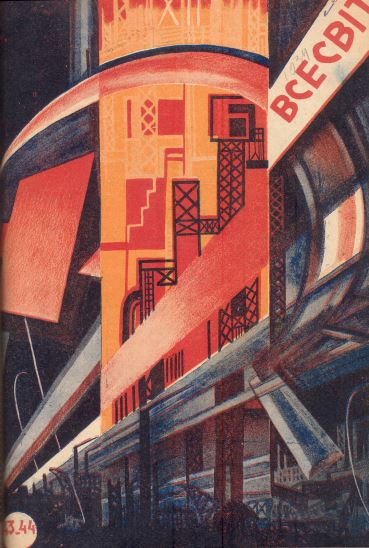
Обкладинка журналу №43-44 «Всесвіт» з темою індустріалізації Донецької промисловості, 1929 рік

Донецька промисловість 1926—1938 років містить структуру й характеристику промисловості в основі меж колишньої Катеринославської губернії під час політики індустріалізації СРСР у 1920-1930-х років. 
У розбудову або реконструкцію кожного підприємства важкої промисловості вкладено за роки індустріалізації понад 100 мільйонів рублів, а з 11-ма новобудовами промисловості район займав перше місце у всьому СРСР. 
Дрібна промисловість на 100% працювала на задоволення повсякденних потреб населення, тоді як переважна частка продукції кожної галузі великої промисловості призначалася для споживання інших галузей і, в кінцевому підсумку, для задоволення потреб військово-промислового комплексу, підприємства якого розміщувалися, як правило, за межами України. 
Економічне значення проведення індустрілізації визначалося наявністю великих запасів високоякісного вугілля, густою мережею шахт, де воно видобувалося, і залізниць, якими перевозилося на місцеві металургійні заводи і в усі регіони країни. Комуністична модернізація мало нагадувала однойменний процес в країнах Заходу. Її порівнюють на здійснювану Російською імперією вестернізацію, яка давала у повноваження імператорам військово-промисловий потенціал для здійснення на світовій арені імперіалістичної політики.
На відміну від дореволюційної індустріалізації, яка відбувалася на кошти іноземного капіталу в позиковій або інвестиційній формах, «соціалістична» індустріалізація проводилася за рахунок максимального обмеження матеріальних потреб мешканців. Мова йде про ресурси колективізованого села та й про ресурси міста у вигляді мобілізації трудових зусиль постійно зростаючого коштом селянства нових робітників. 
У підсумку, під час форсованої індустріалізації життєвий рівень робітничого класу не зріс, а знизився. Але новобудови і докорінно реконструйовані підприємства важкої індустрії докорінно змінили обличчя країни. Донбас і технологічно пов’язане з ним Придніпров’я перетворилися на найбільший за обсягом освоєних капіталовкладень індустріальний регіон СРСР.

## Передумови
Навесні 1918 року, коли більшовики після остаточного утвердження при владі розпочали комуністичну революцію, Володимир Ленін закликав їх наслідувати першого російського імператора, який за його словами «не спинявся перед варварськими засобами боротьби проти варварства». 
Головною опорою більшовиків стали згуртовані у великі колективи промислові робітники. Держава тримала їх під контролем, не зупиняючись перед терористичними засобами впливу. Наприклад, пролетарське походження не давало жодної гарантії безпеки тим, хто відхилявся від визначеної вождями генеральної лінії партії. Робітник з багаторічним стажем перебування в більшовицькій партії ставав у таких випадках опозиціонером, а позбавлений засобів виробництва селянин – підкуркульником. Опозиціонерами і підкуркульниками займалася спеціально розбудована структура, яку можна було б назвати матеріалізованим втіленням диктатури вождів – органи державної безпеки.
Після перемоги в громадянській війні та перемоги над національними державними утворенями російські комуністи планували примусово здійснити світову комуністичну революцію для всіх жителів планети. Це бажання не зникло після демобілізації п’ятимільйонної Червоної армії в 1921-1922 роках. Дискурс, після смерті Володимира Леніна змістив розмови про світову революцію, головна роль в якій відводилася Червоній армії, поступово зійшов нанівець. 

Володимир Ленін
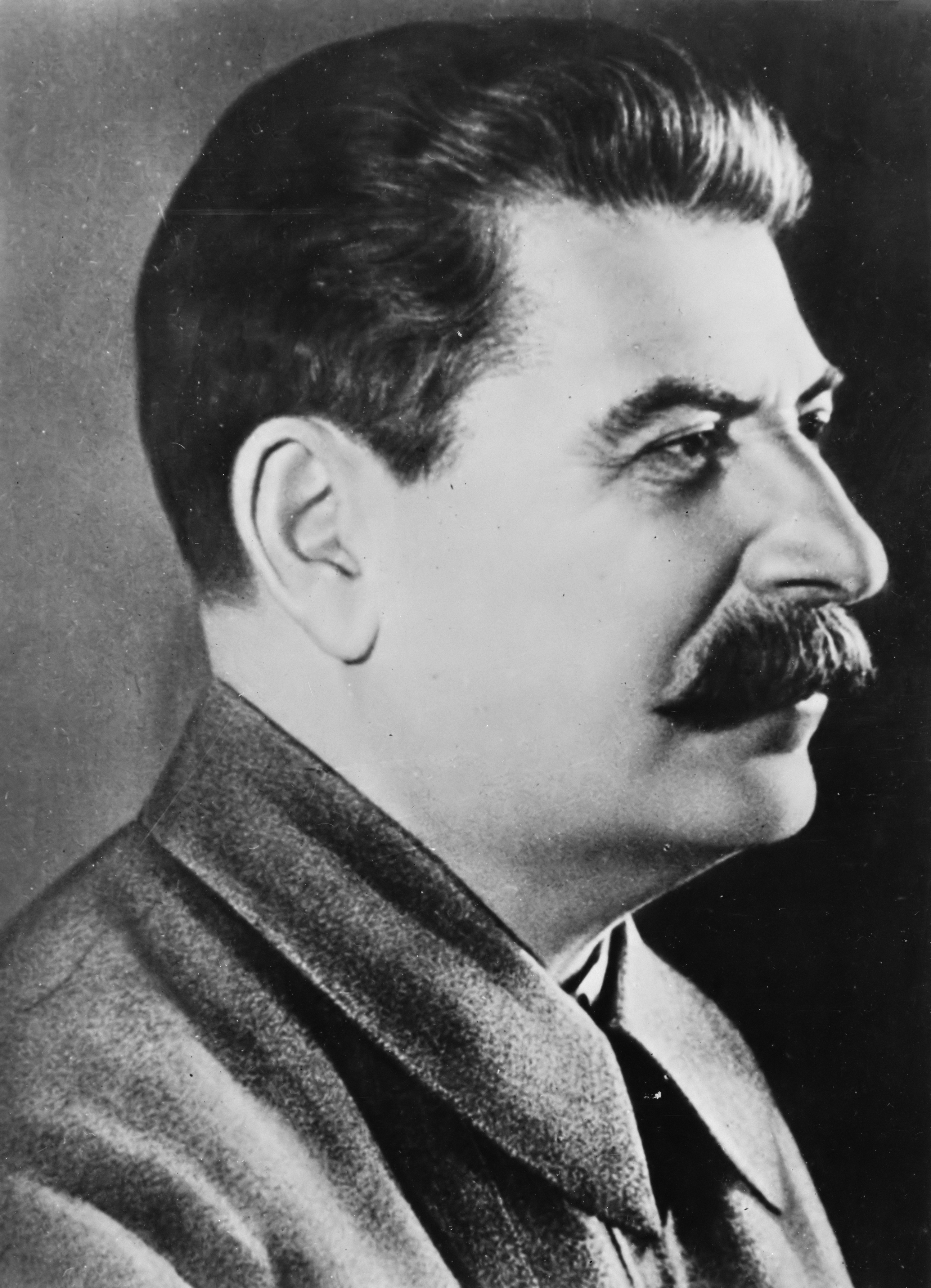
Йосип Сталін

В міру відбудови дореволюційного економічного потенціалу країни в компартійній пропаганді посилювалася тема «соціалістичної індустріалізації». Вона повинна була покінчити з віковою технічною відсталістю і забезпечити міцний фундамент для галузей військово-промислового комплексу СРСР. У розбудові ВПК провідну роль відігравали п’ять галузей важкої промисловості – кам’яновугільна, металургійна, машинобудівна, хімічна і електроенергетична. Всі вони з дореволюційних часів були представлені на Донбасі.
Від 1926 року цей край перетворився в один з найбільш важливих регіонів країни, де вирішувалася доля індустріалізації. Індустріалізація проголошена XIV з’їздом ВКП(б) в грудні 1925 року «генеральною лінією» партії. 
Однак тільки після перемоги Йосипа Сталіна над політичними супротивниками і зосередження в його руках всієї влади почалася «революція зверху» – своєрідний рімейк здійснюваних царським урядом в 60-90-х роках XIX століття соціально-економічних реформ.

## Населення

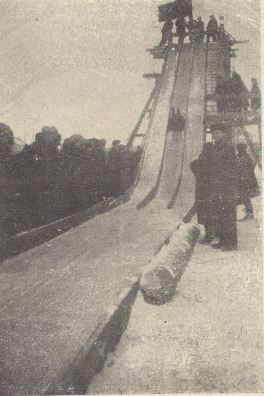
Крижана гірка в робітничому селищі Горлівка Артемівської округи, 1929 рік

Між переписами 1926 і 1937 років число міст з населенням понад 50 тис. жителів зросло в Донецькій області з 4 до 12. Кількість людей в містах, де розміщувалися новобудови перших п’ятирічок, зростала особливо швидко. Рекордсменами в Україні за темпами зростання стали Краматорськ (7,6 рази) і Горлівка (4,5 рази). Схожі темпи спостерігалися тільки в сусідній Дніпропетровській області, де населення Дніпродзержинська за десятиріччя збільшилося в 4,5 рази, а Запоріжжя – в 4,4 рази. 
В обох областях, які входили до складу дореволюційної Катеринославської губернії, формувався єдиний економічний район (з 1960-х років відомий як Донецько-Придніпровський економічний район). Проте міста Донецької області у міжвоєнну добу розвивалися більш динамічно. Область мала п’ять міст з потроєною за десятиріччя чисельністю населення, тоді як Дніпропетровська – тільки одне (Кривий Ріг). В інших областях України – не було жодного. 

## Промисловість

### Вугіляна
Напередодні Першої світової війни регіон давав 87% загальноімперського видобутку вугілля. Довоєнний рівень вуглевидобутку перевищено в 1927/28 господарському році, але питома вага басейну в загальносоюзному вуглевидобутку скоротилася до 78% в цілому по Донбасу і до 68,2% по українському Донбасу.
Відбудова і розбудова вугільного Донбасу була одним з пріоритетів центрального уряду в Москві. Технічна реконструкція старого Донбасу відбувалася шляхом концентрації вуглевидобутку в найбільш перспективних шахтах, поліпшення і оновлення їх устаткування, прискореного будівництва нових шахт.
У перші роки індустріалізації будувалися невеликі і середні шахти, які здебільшого повторювали за технікою виїмки вугілля дореволюційні проєкти. В проєктах того часу не передбачалося застосування принципово нового устаткування, запровадження повної механізації виробничих процесів. Для кожної шахти будувалася складна індивідуальна поверхня. 
В роки першої п’ятирічки у проектах уже передбачалася широка механізація основних процесів вуглевидобутку. За першу п’ятирічку до ладу стало 53 шахти, за другу – 40.
Завдяки реконструкції старих шахт і будівництву нових істотно зросли нові виробничі фонди, поліпшилася їх якість. Вирішальною ділянкою технічної реконструкції шахт був забій. Зрушення, які відбувалися в ньому, знайшли своє відображення перш за все в системі розробок. Переважання пологого і похилого падіння пластів (79,5% усього добування) і відносно невелика їх потужність (від 0,6 до 1,8 м при середній динамічній потужності 0,93 м) сприяли розвитку механізації виймання вугілля важкими врубовими машинами.

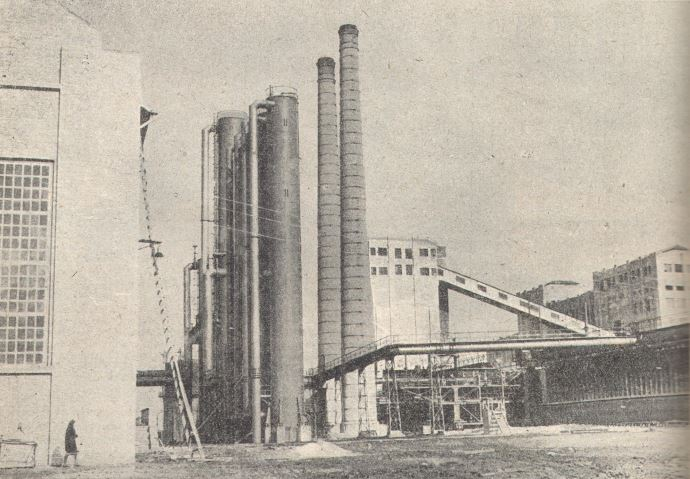
Шахта №8а ім. Сталіна. Горлівка. 1929 рік

У шахтах, де розроблялися пологі пласти, ефективному використанню врубової машини перешкоджав короткий забій: на його зарубку йшла незначна частина всього робочого часу, і тому врубова машина простоювала. Це привело до необхідності збільшення довжини забою пологих пластів.
На Донбасі середня довжина лави збільшилась з 48 м у 1927/28 роках до 70 м 1932 року. Механізація зарубки вугілля на крутих пластах проводилася за допомогою відбійних молотків. Пневматичні відбійні молотки застосовувалися тільки на крутих пластах з неякісними боковими породами і великим газовідділенням, тобто там, де використання врубових машин зустрічало технічні труднощі. 
| Станом на 1933 року вугілля було видобуто за допомогою: | Станом на 1933 року вугілля було видобуто за допомогою: |
| ------------------------------------------------------- | ------------------------------------------------------- |
| важких врубових машин                                   | 53,2%                                                   |
| легких врубових машин                                   | 0,5%                                                    |
| відбійних молотків                                      | 10,8%                                                   |
| інших механізмів                                        | 12,8%                                                   |
| всього механізмами                                      | 77,0%                                                   |
| ручний видобуток                                        | 23,0%                                                   |

На кінець другої п’ятирічки 1937 року за допомогою механізованої зарубки на Донбасі було видобуто вже 90% вугілля (проти 77% в США, 84,7% в Німеччині, 51% у Великій Британії). Зростання рівня механізації зарубки стало початком удосконалення всього процесу добування вугілля. Раціональне використання врубової машини могло досягатися лише за умови механізації інших процесів вуглевидобутку. У зв’язку з цим впроваджувалася, зокрема, скреперна і конвеєрна доставка вугілля в лаві до навантажувальної площадки. 
Це допомогло ліквідувати розрив між механізованою зарубкою і менш механізованою доставкою на пологих пластах. До 1936 року доставка стала механізована на 87,5%. Вузьким місцем залишалася відкатка вугілля. На корінних штреках механізована відкатка 1935 року становила 39,8%, у той час як механізоване добування досягло 80,2%, а доставка – 87,5%. Видобуток вугілля на українському Донбасі зріс з 24,8 млн тонн у 1928 р. до 39,3 млн тонн у 1932 року. Однак план першої п’ятирічки галузь виконала тільки на 85%. Прорив 1932-1933 роках, викликаний передусім Голодомором, вдалося ліквідувати тільки 1934 року, коли Донбас виконав виробничу програму на 104% і дав 60,016 млн тонн вугілля. 
У 1935 році Донбас також виконав планове завдання: було видобуто 68,9 млн тонн вугілля проти плану у 68 млн тонн. Проте в наступні роки кам’яновугільна промисловість знову опинилася у прориві (результат Великого терору), і в другій п’ятирічці недовиконала план на 2%. У розрахунку на душу населення видобуток вугілля в Україні підвищився з 836,3 кг 1913 року до 2257 кг у 1938 році, тобто на 169,9% (у 1926/27 року він дорівнював 756,8 кг). 
Ці темпи зростання були невеликі порівняно з іншими галузями промисловості, але виявилися достатніми, щоб наблизити душові показники виробництва по Україні до провідних країн Заходу. У 1937 році душовий видобуток вугілля становив: у США – 3429 кг, в Англії – 5165, у Німеччині – 3313, у Франції – 1065 кг.
Утім, роль донецького вугілля в економіці СРСР поступово зменшувалася в результаті розгортання видобутку в інших кам’яновугільних басейнах. Питома вага Донбасу в загальносоюзному видобутку скоротилася з 86,8% у 1913 році до 60,3% 1937 року (у тому числі по українському Донбасу – з 78,2 до 54,2%), тоді як частка Кузнецького басейну зросла відповідно з 2,7 до 13,9%, Уралу – з 4,2 до 6,5%, Підмосковного басейну – з 1 до 6%. У зв’язку з цим споживання донецького вугілля все більше зосереджувалося в Україні і в Центральній Росії, решта регіонів поступово переходила на місцеві види палива. 

### Металургійна

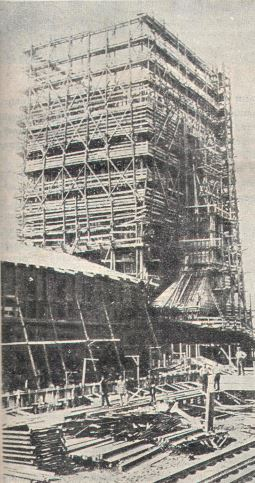
Будова вугільної вежі на коксових печах. Горлівка. 1927 рік

За обсягом капіталовкладень в роки форсованої індустріалізації перше місце посідала металургійна промисловість. У чорній металургії значна частка коштів спрямовувалася на нарощування потужностей існуючих підприємств. 
Зокрема, до початку 1936 року було вкладено по діючих заводах (у млн руб.):
- Макіївський завод ім. С.Кірова – 294,5.
- Комунарський (Алчевський) завод ім. К.Ворошилова – 148,6.
- Єнакієвський завод – 67,8.
- Сталінський (Юзівський) завод – 57,1.
- Костянтинівський завод ім. М.Фрунзе – 13,6.

Поряд з розширенням існуючих підприємств в Україні споруджувалися три металургійні гіганти світового значення – один в Дніпропетровській області (Криворіжсталь), один у Запорізькій (Запоріжсталь) і один в Донецькій (Азовсталь). План першої п’ятирічки передбачав побудову тільки двох заводів у Дніпропетровській та Запорізькій областях потужністю по 650 тис. тонн чавуну (з відповідною кількістю дальших продуктів переділу). Однак великий дефіцит чорних металів змусив союзний уряд істотно переглянути металургійну програму.
Потужність Криворіжсталі було збільшено в остаточному варіанті проекту до 1,7 млн тонн чавуну, а Запоріжсталі – до 2,0 млн тонн. Одночасно союзний уряд затвердив рішення побудувати на узбережжі Азовського моря, в Маріуполі новий металургійний завод потужністю в 2,2 млн тонн чавуну. Вважалося, що у перспективі потужність Азовсталі досягне 4 млн. тонн чавуну (продуктивність найбільшого в світі заводу Гері біля Чикаго дорівнювала 3 млн тонн чавуну). Перший чавун Азовсталі було одержано у серпні 1933 року.
Темпи розвитку чорної металургії в перші роки індустріалізації і у першій п’ятирічці були уповільненими. Держава тоді ще не могла виділити достатніх коштів для одночасної розбудови потужностей численних і пов’язаних між собою ланок чорної металургії – від видобутку руди, виробництва коксу і вогнетривів аж до кінцевої продукції галузі – виробництва прокату і труб. Недостатні темпи капітального будівництва поряд із затягуванням введення в експлуатацію новоспоруджуваних металургійних об’єктів наприкінці п’ятирічки (коли загальна сума капіталовкладень в цю капіталоємну галузь надзвичайно зросла) значною мірою зумовили невиконання накреслених планів розвитку. Досягнутий у 1932 році рівень виробництва прокату по країні в цілому становив лише 55,3% від запланованого оптимальним варіантом першої п’ятирічки.
Внаслідок цього потреби країни в прокаті чорних металів зростали значно швидше, ніж його виробництво. Радянська економіка не могла розвиватися запланованими темпами, тому що недопостачалася всіма видами прокатного металу і труб. Зокрема, 1931 року потреби капітального будівництва України в металі на підприємствах республіканського і місцевого підпорядкування були задоволені: 
- у листовому залізі – на 20,7%;
- сортовому залізі – на 26,6%;
- трубах сталевих – на 35,3%
- балках і швелерах – на 35,7% тощо[22].

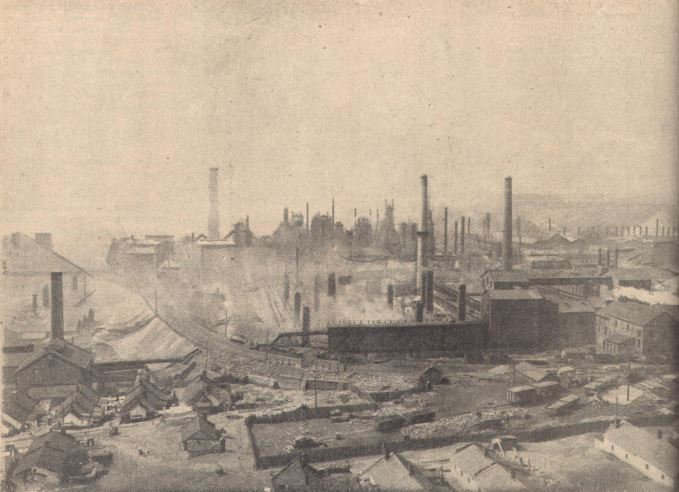
Загальний вигляд Сталінського заводу, 1929 рік.jpg

Можливості розв’язати проблему за допомогою імпорту прокату чорних металів були обмежені, тому що держава мала обмаль конвертованої валюти. Те, що вдавалося виручити від експорту, йшло в першу чергу на імпорт устаткування для машинобудівної галузі. І все-таки зовнішньоторгівельні організації змушені були різко збільшити імпорт прокату чорних металів. У 1931 році частка імпорту у споживанні чорних металів досягла 23%. У другій п’ятирічці темпи зростання чорної металургії значно прискорилися (частково за рахунок реалізації того величезного заділу, який був зроблений у першій п’ятирічці).
Це дало можливість задовольнити основні потреби економіки в продукції металургійної промисловості й ліквідувати імпортну залежність по металу. У 1928/29 році українська металургія дала 2880 тис. тонн чавуну проти 2892 тис. в 1913 році, й відповідно 2787 тис. тонн сталі проти 2442 тис. та 2261 тис. тонн прокату проти 2086 тис. 
Алчевський і Костянтинівський (по чавуну) заводи навіть не досягли довоєнного рівня виробництва. У першій п’ятирічці уповільнені темпи зростання були характерні для переважної більшості українських заводів. 
У 1932 році на Макіївському (по сталі і прокату) і Єнакієвському заводах виробництво знаходилося приблизно на рівні 1928/29 року. Проте саме ці підприємства, докорінно реконструйовані і розширені протягом двох перших п’ятирічок, на завершальному етапі дали більшу частину приросту металу. Споруджені в Україні нові підприємства (за винятком Запоріжсталі) в другій п’ятирічці ще не були доведені до нового металургійного циклу. Протягом першої п’ятирічки погіршилося співвідношення між виробництвом чавуну і продукції передільних цехів: чавуну вироблялося набагато більше, ніж сталі і особливо прокату. Форсований розвиток доменних цехів пояснювався різким зниженням частки металолому у виплавці сталі після вичерпання нагромаджених у відбудовний період запасів лому.
Крім того, будівництво нових заводів з повним металургійним циклом і навіть розширення існуючих заводів, як правило, починалося з доменних цехів. З другої п’ятирічки, навпаки, помітилося випереджаюче нарощування потужностей переробних цехів. Проте в донецькій металургії навіть в останні роки другої п’ятирічки виробництво прокату ще відставало від виплавки чавуну і сталі. Це відставання було подолане пізніше. Залежність радянської економіки від імпорту прокату чорних металів особливо загострилося в 1931 року у зв’язку з падінням виробництва прокату при одночасному стрімкому зростанні металоспоживаючих галузей. Проте в 1934-1935 рр. завдяки швидким темпам зростання металургійної промисловості Донбасу і Придніпров’я ця залежність була ліквідована. Імпорт прокату чорних металів скорочувався: з 1289 тис. тонн 1931 року до 885 тис. в 1932 році, 457 тис. 1933 року і 311 тис. тонн в 1934 році 
У 1938 році імпорт скоротився до 89 тис. тонн при експорті чорних металів в 53 тис. тонн. У листопаді 1930 року видали першу продукцію два нових цинкових заводи приблизно однакової потужності – на Уралі – Беловський та в Україні – Костянтинівський. 
Раніше ця галузь кольорової металургії була представлена в СРСР одним невеликим заводом на Північному Кавказі. Тим часом потреби економіки в цинку постійно зростали, і доводилося задовольняти їх за рахунок імпорту. У 1929 році було вивезено 34,1 тис. тонн цинку, в 1930 році – 38,4 тис. тонн. Працюючи на довізній сировині (з Північного Кавказу, Уралу і Далекого Сходу), Костянтинівський завод неухильно збільшував виробництво цинку: у 1931 році – 2,3 тис. тонн, 1934 року – 8,6 тис. тонн, в 1936 року – 11 тис. тонн. 
Завдяки цьому постійно зменшувався імпорт цинку: з 23,7 тис. тонн 1931 року до 4,3 тис. у 1934 році і 1,5 тис. в 1935 році У 1936 року СРСР припинив імпорт цинку. 

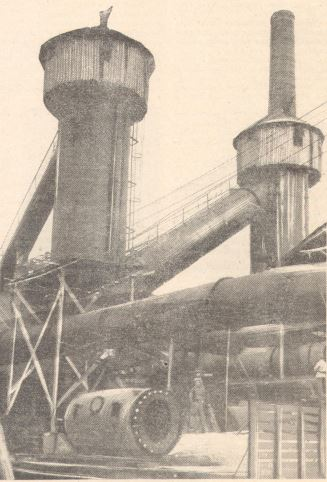
Скрубери для очистки газу на мартенівській печі у Макіївці, 1929 рік
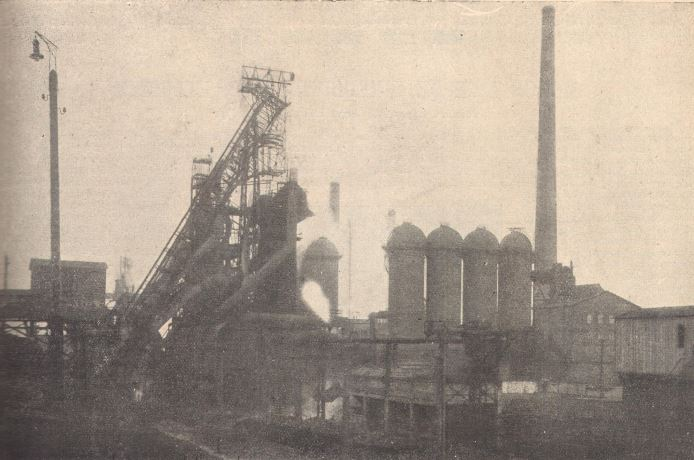
Домна піч №2. Bis. Краматорський металургій завод. 1929 рік

### Машинобудвання
На третьому місці за важливістю в Донбасі перебувало машинобудування. Донецька область не мала переваг серед інших областей України за ступенем розвинутості металообробної промисловості. На початку другої п’ятирічки тут працювало 278 підприємств цієї галузі у великій промисловості. В них було зайнято 88,8 тис. робітників, і вони виробляли продукцію на 380 млн руб. в цінах 1926/27 р. Порівняно невисока оцінка вартості виробленої продукції пояснюється специфічною структурою галузі, яка орієнтувалася виключно на промисловість групи А. В продукції цієї галузі майже не було виробів, які задовольняли б потреби населення. Якраз ці вироби оцінювалися державою істотно дорожче ( з включенням в ціну податку з обороту). 
У першу чергу машинобудівники Донбасу задовольняли потреби двох провідних галузей місцевої промисловості – кам’яновугільної і металургійної. Така спеціалізація склалася з дореволюційних часів і в роки перших п’ятирічок тільки зміцнилася. Частка українських підприємств у загальносоюзній продукції вугільного машинобудування була вагомою: 57% у 1932 році. 
В Україні ця галузь була представлена в основному утвореним в 1930 році трестом по виробництву гірничошахтного устаткування, до якого увійшли Горлівський завод ім. С.Кірова, Донецький завод ім. XV-річчя ЛКСМУ, Луганський завод ім. О.Пархоменка і Торецький машинобудівний завод, а також харківський завод “Світло шахтаря”.  
Горлівський завод, який до революції випускав переважно шахтні вагонетки, у першій п’ятирічці був докорінно реконструйований і переведений на випуск устаткування, знятого з імпорту – турбоповітродувок, шахтних ротаційних компресорів, врубових машин. В грудні 1930 р. тут була створена перша важка врубова машина, а в 1932 р. став до ладу один з найпотужніших в світі цех врубових машин. Луганський завод вугільного машинобудування постав на місці залізничних майстерень. Після реконструкції тут було освоєно вироництво складного технологічного і транспортного устаткування для збагачення вугілля. 
Донецький завод став основним виробником шахтних тягальних лебідок. Торецький, Краснолуцький і Рутченківський механічні заводи, які займалися переважно ремонтом, після здійсненої в другій п’ятирічці реконструкції почали самостійно виробляти шахтне устаткування. 
Перелічені заводи відіграли основну роль у технічній реконструкції кам’яновугільного Донбасу та інших вугільних басейнів СРСР. У 1932 р. вугільна промисловість країни задовольнялася внутрішнім виробництвом по всіх видах машин на 72%, у тому числі по важких врубових машинах – на 75%, пересувних компресорах – на 49%, тягальних лебідках – на 24%.
В другій п’ятирічці імпортна залежність була цілком подолана. Машини та устаткування для металургійної промисловості головним чином виробляли два краматорські заводи важкого машинобудування. Старокраматорський завод (СКМЗ), створений у 1896 році та реконструйований у 1928 році, на першому етапі індустріалізації був основним підприємством країни в цій галузі. Значним його досягненням стало виготовлення в 1931 році другого в СРСР і чотирнадцятого в світі потужного блюмінга для Магнітогорського металургійного заводу (перший виготовлений в країні блюмінг, встановлений в Макіївці, було створено на розташованому під Ленінградом Іжорському заводі). 

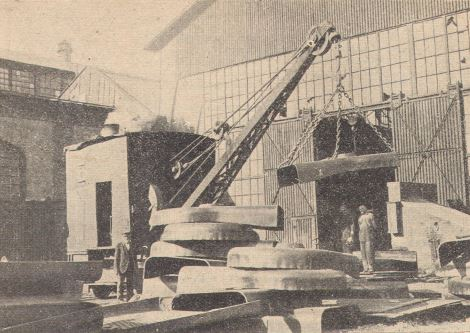
Луганський завод «ОР». Транспортування покришки паровозного казана, 1929 рік

У 1933 році СКМЗ виготовив комплексне устаткування для прокатного цеху Запоріжсталі у складі чотирьох станів. У 1936 р. на заводі було збудовано перший радянський слябінг, призначений також для Запоріжсталі . Це підприємство забезпечувало потреби радянської металургії в завалочних, ливарних і монтажних кранах, виконувало замовлення на унікальне устаткування для гідроелектростанцій, тракторних заводів тощо. 
Колектив СКМЗ починаючи з 1932 р. виробляв стани для прокатки інструментальних і легованих сталей, машини для правки сталевого листа і сортового прокату, стани холодної прокатки.
У жовтні 1929 р. було закладено Новокраматорський машинобудівний завод (НКМЗ). 28 вересня 1934 р. його перша черга стала до ладу. Разом зі своїм дублером – Уралмашзаводом – він перетворився на найбільше підприємство важкого машинобудування СРСР. Завод був розрахований на щорічний випуск 30 комплектів устаткування для мартенівських і 6 комплектів – для доменних цехів, трьох блюмінгів, 16 прокатних станів, значної кількості устаткування для шахт, коксових батарей, електростанцій.
Машинобудівна промисловість, яка спеціалізувалася на виготовленні устаткування для залізниць, була представлена на Донбасі, окрім ремонтних заводів, підприємством світового значення – Луганським (Ворошиловградським) паровозобудівним заводом. На заводській території ЛПЗ за роки першої п’ятирічки було збудоване підприємство, співставне за потужністю з найбільшим у світі заводом компанії “Амерікен локомотив”. Проектна потужність заводу була розрахована на випуск 1080 важких вантажних паровозів серії “ФД” на рік. У 1935 р., коли виробнича потужність нового заводу була освоєна менше ніж наполовину, ЛПЗ дав у півтора рази більше паровозів, ніж усі заводи передреволюційної Росії, разом узяті (у порівнянній потужності). 

### Хімічна
На Донбасі була розміщена більша частина хімічної промисловості України. Якщо взяти тільки велику промисловість, в Донецькій області було розміщено зовсім небагато хімічних підприємств, але вони були найбільшими в галузі. Планом першої п’ятирічки передбачалося створення в Радянському Союзі ряду комбінатів з виробництва азотних добрив за новітньою технологією – з синтетичного аміаку, отримуваного з водню коксового газу й азоту повітря. Зокрема, в Україні передбачалося здійснити будівництво Горлівського і Рутченківського азотнотукових комбінатів кошторисною вартістю по 25-26 млн руб. Кожний із чотирьох комбінатів з невизначеним у п’ятирічному плані місцерозташуванням досягав вартості 93 млн руб.

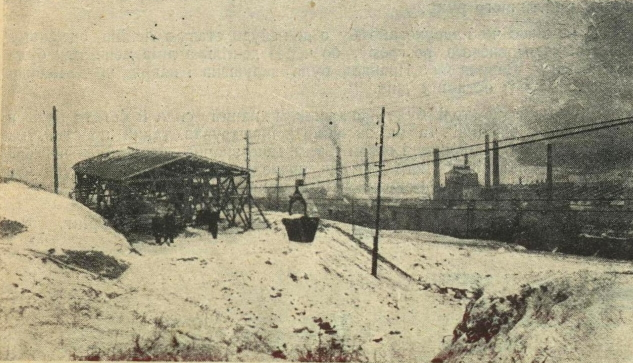
Добування соди на Донецькому содовому заводі, 1925 рік

Виконати таку програму не вдалося ні в роки першої п’ятирічки, ні взагалі за довоєнні роки. Життя поставило вимогу прискореного розвитку галузей паливно-енергетичного комплексу і машинобудування. На будівництво підприємств хімічної індустрії було витрачено немало коштів, але для реалізації планових розрахунків щодо приросту потужностей для виробництва добрив цього будо замало. 
Програма будівництва азотнотукових комбінатів скоротилася і розтяглася в часі. На Горлівському азотнотуковому заводі випуск добрив розгорнувся тільки в останні роки другої п’ятирічки. Поряд з добривами тут було налагоджено виготовлення великої кількості вибухових і отруйних речовин (в 24 з 25 цехів). 
Будівництво другого азотнотукового комбінату (не в Рутченковому, як планувалося, а в Дніпродзержинську) завершилося у третій п’ятирічці. Спорудження більш потужного комбінату з числа тих, що передбачалися планом першої п’ятирічки, розпочалося біля Лисичанська у 1933 р.
На цьому місці розташовувався завод, будівництво якого почалося ще в роки Світової війни, але тоді ж припинилося. До кінця першої п’ятирічки тут вироблялися тільки деякі напівпродукти з сировини, яку поставляли збудовані поблизу коксохімічні заводи. Через відсутність коштів будівництво знову було законсервоване і відновилося тільки в 1938 р. Тепер це найбільший в Україні і в Європі Рубіжанський (Сіверськодонецький) хімкомбінат. Однією з найбільших будов став Костянтинівський хімічний завод. У 1930 р. тут став до ладу суперфосфатний цех виробничою потужністю в 200 тис. тонн суперфосфату на рік. Реконструкція Донецького і Слов’янського содових заводів в другій п’ятирічці теж перетворила їх в потужні підприємства. У 1936 р. хімічна промисловість Донбасу давала 49% загальносоюзного виробництва суперфосфату, 49% каустичної соди і 80% кальцинованої соди. 
За роки перших п’ятирічок в Україні було споруджено одинадцять великих коксохімзаводів продуктивністю від 640 до 1300 тис. тонн металургійного коксу на рік. Шість заводів знаходилися на території Донбасу: Рутченківський (перша черга стала до ладу в 1928 р., друга – в 1931 р.), Горлівський (1928, 1931), Алчевський (1929, 1931), Новомакіївський (1933), Маріупольський (1935) і Новоєнакієвський (1935, 1936). Поряд з основною продукцією коксохімія давала багату палітру хімічних речовин, які використовувалися як готова продукція або сировина для наступної переробки на хімічних заводах. Хімічна промисловість Донбасу до кінця другої п’ятирічки збільшила обсяг виробництва порівняно з 1913 р. в 12 разів. Її питома вага у промисловому виробництві Донбасу за цей період підвищилася з 4 до 14%. Заводи виробляли понад 100 різних видів хімічної продукції. 

### Електроенергетика
Донецька електроенергетика розвивалася прискореними темпами. Будувалися районні електростанції (ДРЕС, державна районна електростанція), електростанції для постачання струмом промислових підприємств (ЦЕС, центральна електростанція), заводські електростанції і теплоелектроцентралі (ТЕЦ). Перша черга Штерівської ДРЕС потужністю 20 тис. кВт стала до ладу ще в жовтні 1926 р. У 1931 р. вона досягла потужності в 157 тис. кВт і виявилася однією з найбільших в СРСР. Тоді ж увійшла в дію Зуївська ДРЕС потужністю в 150 тис. кВт – одна з найдосконаліших у світі за технічним рівнем. Північнодонецька ДРЕС потужністю в 73 тис. кВт вступала в дію двома чергами – в 1930 і 1932 рр.
Будівництво електростанцій з агрегатами великої потужності давало змогу створювати енергетичні системи з метою передачі струму на великі відстані. Об’єднання енергогосподарства Донбасу почалося в 1930 р., коли було організовано трест «Донбас-струм». До його складу увійшли Штерівська ДРЕС і 27 промислових станцій (ЦЕС) сумарною потужністю 142 тис. кВт. На початок 1935 р. в Донбасі налічувалося 18 діючих електростанцій потужністю понад 3 тис. кВт (в тис. кВт). Електростанції об’єднувалися в єдину енергетичну систему – «Доненерго». У 1933 р. мережі Донбасу були з’єднані з мережами Шахтинського району Азовсько-Чорноморської системи, а в 1935 р. почалося створення найбільшої в світі енергосистеми шляхом спорудження лінії електропередачі Дніпро-Донбас напругою 220 кв. і довжиною 270 км.
Ця лінія з’єднувала дві існуючі в Україні енергосистеми – «Доненерго» і «Дніпроенерго». Електрифікація галузей економіки здійснювалася не тільки вшир, в міру створення нових промислових потужностей, але й вглиб, шляхом переведення існуючих потужностей з механічної енергії на електричну. Тому випереджаючі темпи розвитку електроенергетики порівняно з іншими галузями промисловості були все-таки недостатніми, і в Україні постійно відчувалася напруженість в постачанні енергією всіх категорій споживачів. 

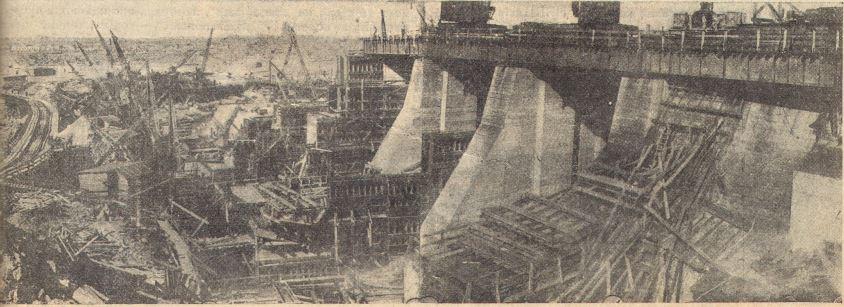
Загальний вигляд Дніпрельстану. Правий берег. 1929 рік

Пріоритет в постачанні надавався промисловості, особливо металургійній і хімічній, де електроенергія все ширше використовувалася в технологічних процесах (електроплавка, зварювання, сушка, нагрів тощо). Потреби транспорту і сільського господарства задовольнялися незадовільно. Відчувалася напруженість і в постачанні електроенергії комунальному господарству, де вона використовувалася майже виключно для освітлення. Незважаючи на те, що частка кам’яновугільної промисловості у споживанні електроенергії істотно впала, електроозброєність шахтарів за період з 1928 до 1935 рр. зросла більше ніж удвоє. 
Проте за роки перших п’ятирічок в галузі не вдалося подолати напруженості енергетичного балансу. Внаслідок цього проблема комплексної механізації вуглевидобутку залишилася нерозв’язаною. Сумарна потужність електростанцій Донбасу зросла з 105 тис. кВт в 1928 р. до 780 тис. в 1937 р. Порівняно з дореволюційним періодом потужність електростанцій збільшилася в 12,6 рази. У 1937 р. Донецька область виробила 4181 тис. кВт-год електроенергії, що складало 44,3% загальноукраїнського виробництва і перевищило показник дореволюційної Росії в 2,5 рази. 

### Кустарно-реміснича промисловість
На початку індустріалізації дрібна, тобто переважно кустарно-реміснича промисловість виробляла майже третину всієї промислової продукції, то перед Другою світовою війною її питома вага скоротилася більше, ніж учетверо – до 7,5% від сумарної промисловості Донецько-Придніпровського економічного регіону. 

## Підсумки та оцінки
Соціально-економічні перетворення 1920-30-х роках розглядалися в радянській історіографії та пропаганді як колосальний злет духовної енергії народу, який після повалення самодержавства здійснив у найкоротші строки під керівництвом партії більшовиків кардинальну модернізацію відсталої економіки. 
Результати промислового розвитку Донбасу в роки перших п’ятирічок були надзвичайно вагомі. Зміна співвідношення дрібної промисловості на користь великої промисловості засвідчувала високі темпи технічного прогресу того часу. 
Радянська держава спромоглася зосередити максимум ресурсів, щоб домогтися прискореного розвитку вирішальних галузей економіки, які стали надійним фундаментом для зростаючого військово-промислового комплексу. 
Проте жорсткі методи концентрації ресурсів, особливо ресурсів з сільського господарства, утворили прірву між державою і суспільством. Мобілізовані в армію громадяни часто відмовлялися захищати радянську державу. 
Це стало головною причиною катастрофічних поразок 1941 року, які призвели до німецької окупації України. Створений з величезними труднощами і жертвами економічний потенціал Донбасу знищували при відступі, щоб він не дістався німецькій армії.